# Breuilaufa
 Breuilaufa  (en occitano Lo Bruèlh au Fag) es una población y comuna francesa, en la región de Lemosín, departamento de Alto Vienne, en el distrito de Bellac y cantón de Nantiat.

## Demografía
| 114 | 105 | 100 | 75 | 88 | 117 | 145 |
| Para los censos de 1962 a 1999 la población legal corresponde a la población sin duplicidades (Fuente: INSEE [Consultar]) |     |     |    |    |     |     |